# Гегбоміт
Гегбомі́т (рос. хёгбомит; англ. hogbomite; нім. Högbomit m) — мінерал, оксид магнію, алюмінію, заліза та титану.

## Загальний опис
Склад: Mg(Al, Fe,Ti)4O7.
Сингонія гексагональна.
Масивні агрегати чорного кольору з металічним блиском.
Знайдений в залізних рудах в штаті Нью-Йорк (США) та в Лапландії (Швеція).
Названий на честь шведського вченого Арвіда Густафа Гьогбома.